# 貞子内親王
貞子内親王（ていしないしんのう）は、江戸時代の皇族、公家。摂政・二条康道の北政所。幼名は逸宮。
元和9年（1623年）11月24日に祝言を挙げた。媒酌人は太閤・鷹司信房夫妻。
延宝3年（1675年）薨去。享年70。二尊院に葬られた。戒名は貞了院宮。

## 一族
- 父：後陽成天皇
- 母：近衛前子
- 兄弟
  - 同母兄弟
    - 清子内親王（鷹司信尚室）、後水尾天皇、近衛信尋、高松宮好仁親王、一条昭良ら

  - 異母兄弟
    - 覚深法親王、尭然法親王、良純入道親王、道光法親王、慈胤法親王ら
- 夫：二条康道
- 子女：二条光平